# Blå snokört
Blå snokört (Echium plantagineum) är en art i familjen strävbladiga växter.

## Beskrivning
Den blå snokörten är en ettårig ört med mycket sträv stjälk, långa, spetsiga blad och stora blå blommor. Den blommar i  juni till augusti. Blå snokört växter främst på odlad mark, och förekommer ibland som prydnadsväxt.

## Utbredning
Den förekommer naturligt i Storbritannien, Ukraina, södra och mellersta Europa samt delar av Afrika. Den är införd i Australien, Nya Zeeland, Nordamerika (USA och Kanada) och södra Sydamerika. I Sverige förekommer den sällsynt i södra och mellersta delarna av landet.

## Ekonomisk påverkan
Den blå snokörten växer vilt i bland annat Australien, där den heter Paterson's curse eller Salvation Jane efter en Jane Paterson, som införde den på 1880-talet. Den betraktas där som ogräs då den sprids i mycket stor omfattning och kan konkurrera ut spannmål och grödor.
Den är giftig för kreatur, särskilt för hästar. 